# Schimmigs Höhe
Schimmigs Höhe (česky doslovně Schimmigova výšina) je 459 m vysoký vrch na území města Neustadt in Sachsen (místní část Berthelsdorf) v zemském okrese Saské Švýcarsko-Východní Krušné hory v Sasku.

## Charakteristika
Vrch leží v německé části Šluknovské pahorkatiny (Lausitzer Bergland) a její mesogeochoře Západní hornolužická vrchovina (Westliches Oberlausitzer Bergland). V geologickém podloží převažuje drobnozrnný dvojslídý hybridní granodiorit, na severozápadním a západním úpatí je zastoupen lužický granodiorit a prokázána je také žíla doleritu. Převládajícím půdním typem je podzolová kambizem, kterou doplňuje koluvizem. Jihovýchodně od vrcholu pramení Folgenbach a při severním úpatí protéká bezejmenná vodoteč. Oba vodní toky jsou levými přítoky Lohbachu, který je přítokem Polenze. Celý vrch tak náleží k povodí Labe a k úmoří Severního moře. Většina vrchu je zemědělsky využívána, zalesněné jsou jen dílčí části. Vrch leží v chráněné krajinné oblasti Oberlausitzer Bergland. Přes severní svah a úpatí prochází cyklostezka Rund um Neustadt (Kolem Neustadtu) a červeně značená turistická trasa.